# WorldDAB

Países con servicios frecuentes
Países con evaluación de servicios
Países interesados en los servicios
DAB no longer used

WorldDAB es una organización internacional no gubernamental cuyo objetivo es definir las normas y prácticas técnicas referidas a las servicios y sistemas de radiodifusión basados en Eureka 147. Además, de promover y publicitar la adopción e implementación de dichos sistemas de manera mundial.
Los sistemas basados en Eureka 147 que el WorldDAB promueve y define son: Digital Audio Broadcasting (versiones DAB y DAB+) y Digital Multimedia Broadcasting (versión T-DMB).
WorldDAB fue fundado en 1995 como European DAB, posteriormente denominado World DAB Forum en 1997 y desde el 30 de octubre de 2006 hasta septiembre de 2015 se llamó WorldDMB.